# Gaetano Rovereto
Gaetano Rovereto (Mele, 15 novembre 1870 – Genova, 23 novembre 1952) è stato un geologo e geografo italiano, teorico dell'evoluzionismo.

## Biografia
Interrotti gli studi nei primi anni della scuola secondaria, si dedicò da autodidattaa lle scienze geologiche. I suoi titoli vennero equiparati alla laurea e, nel 1905, conseguì la libera docenza, ricoprendo in seguito il ruolo di professore di geologia e di geografia fisica all'Università di Genova.
Nel 1939 ha pubblicato, a conclusione di una ricerca durata quasi cinquant'anni, la Liguria Geologica. Ha teorizzato i movimenti geologici come sviluppo continuo, in forza dell'erosione fluviale, carsica o marina, in contrapposizione alle teorie correnti di W.M. Davis sulla ripetitività dei cicli. Rovereto si è occupato anche di geologia applicata per la progettazione di linee ferroviarie in Italia e di irrigazioni idrauliche in Argentina.

## Opere
- Gaetano Rovereto, Nuove considerazioni sulla tettonica della zona scistosa antica di Voltri: risposta al Prof. C. De Stefani, Genova, Tip. di Angelo Ciminago, 1892.
- Gaetano Rovereto, Orogenesi dell'Appennino Ligure, Firenze, Tipografia S. Landi, 1892.
- Gaetano Rovereto, Sezione geologica da Genova a Piacenza, Genova, Tip. Di Angelo Ciminago, 1892.
- Gaetano Rovereto, Alcune note sul Porto di Genova, Genova, A. Donath Editore (Tip. Ciminago), 1896.
- Gaetano Rovereto, Studio geologico di alcune ferrovie progettate attraverso l'Apennino ligure, Genova, Tip. di Angelo Ciminago, 1901.
- Gaetano Rovereto, Nuovi studi geologici sulle grandi gallerie transappenniniche di recente progettate, Genova, tip. di Angelo Ciminago, 1902.
- Gaetano Rovereto, Escursioni geologiche nel Gruppo del Marguarese, Roma, Tipografia della pace di Filippo Cuggiani, 1903.
- Gaetano Rovereto, Sull'età del macigno dell'Appennino Ligure, Roma, tipografia della Pace di Filippo Cuggiani, 1903.
- Gaetano Rovereto, La zona marmifera della Pania della Croce nelle Alpi Apuane, Perugia, tipografia G. Guerra, 1904.
- Gaetano Rovereto, Geomorfologia delle Valli liguri, Genova, E. Oliveri, 1904.
- Gaetano Rovereto, Studi monografici sugli anellidi fossili, Pisa, Tip. Succ. F.lli Nistri, 1904.
- Gaetano Rovereto, L'Isola di Capri: nota preliminare, Genova, Tip. di Angelo Ciminago, 1907.
- Gaetano Rovereto, Geomorfologia del gruppo del Gran Paradiso, Club alpino italiano (a cura di), Torino, G. U. Cassone succ. G. Candeletti, 1907.
- Gaetano Rovereto, L'alta montagna in Corsica, Genova, Carlini anno= 1907.
- Gaetano Rovereto, Studi di geomorfologia Argentina, Roma, Tip. della Pace E. Cuggiani, 1911.
- Gaetano Rovereto, Sulla nozione del carreggiamento continuato, Roma, Tip. R. Accademia Dei Lincei, 1917.
- (FR) Gaetano Rovereto, Le grand Cervin, Torino, Officina grafica editrice Bodoniana, 1921.
- Gaetano Rovereto, Gli studi di geomorfologia argentina del prof. Gaetano Rovereto, Roma, Grafia S.A.I. industrie grafiche, 1922.
- Gaetano Rovereto, Trattato di geologia morfologica, Milano, Hoepli, 1923-1924.
- Gaetano Rovereto, La storia delle fasce dei liguri: curiosità di natura e di vita, Milano, Tip. Modieno, 1924.
- Gaetano Rovereto, La conca di Courmayeur, Torino, Tip. soc. torinese, 1925.
- Gaetano Rovereto, I cimiteri e la geologia, Milano, Vallardi, 1930.
- Gaetano Rovereto, I terrazzi delle Canarie, Firenze, Bureau du sécretaire général de l'Union géographique internationale,, 1930.
- Gaetano Rovereto, Nei boschi dell'alta valle dell'Olba, Milano, TCI, 1930.
- Gaetano Rovereto, Geologia  teoria, pratica, applicazioni, Milano, Hoepli, 1931.
- Gaetano Rovereto, Necrologia di Marco Airoldi, Roma, Sabbadini, 1937.
- Gaetano Rovereto, Monticelli artificiali e pietre mitiche, Roma, Reale società geografica italiana, 1939.
- Gaetano Rovereto, Wolfango Goethe geologo in Italia, Roma, Reale Accademia D'Italia, 1942.
- Gaetano Rovereto, Ancora dell'età del macigno, Roma, G. Bardi, 1947.
- Gaetano Rovereto, Tettonica del metano e metaniti, Roma, G. Bardi, 1950.